# Xurto Hecî Îsmaîl

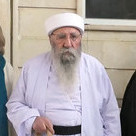
Xurto Hecî Îsmaîl (2019)

Baba Scheich Xurto Hecî Îsmaîl, auch Khurto Hajji Ismail, (geboren 1933; gestorben 1. Oktober 2020 in Erbil) war ein irakischer Geistlicher und das geistliche Oberhaupt der Jesiden mit dem Titel Bavê Şêx (بابه‌شێخ).
Xurto Hecî Îsmaîl war seit 2007 das geistliche Oberhaupt der Jesiden. Er stand der jesidischen Klasse der Scheiche  vor und war für den Schutz des Heiligtums von Scheich ʿAdī ibn Musāfir in Lalisch verantwortlich, dem zentralen Heiligtum der jesidischen Gemeinschaft. Deswegen wurde er auf Kurdisch auch  Echtiyārē Mergehē („Der Alte vom Heiligtum“) genannt. Einige Jesiden bezeichneten ihn auch als den „jesidischen Papst“. Sein traditioneller Wohnsitz befand sich in Ain Sifni (Shekhan) im Nordirak.
Baba Scheich Xurto Hecî Îsmaîl galt als Reformer und „Brückenbauer zwischen den Religionen und Kulturen in der Welt und im Nahen Osten“ sowie „wichtige Persönlichkeit für das friedliche Zusammenleben der Religionen in der Region Kurdistan“.
Îsmaîl starb nach einer schweren Nierenerkrankung im Krankenhaus Serdem in der südkurdischen Metropole Hewlêr (Erbil).